# П'єтрасторніна
П'єтрасторніна (італ. Pietrastornina) — муніципалітет в Італії, у регіоні Кампанія, провінція Авелліно.
П'єтрасторніна розташовані на відстані близько 220 км на південний схід від Рима, 45 км на північний схід від Неаполя, 11 км на північний захід від Авелліно.
Населення — 1552 особи (2014).

## Демографія
Населення за роками:

Станом на 1 січня 2023 року в муніципалітеті офіційно проживало 28 іноземців з 11 країн, серед них 4 громадяни країн Євросоюзу та 6 громадян України.

## Сусідні муніципалітети
- Альтавілла-Ірпіна
- Арпайзе
- Паннарано
- Роккабашерана
- Сант'Анджело-а-Скала
- Суммонте